# NGC 7440
NGC 7440 ist eine Balken-Spiralgalaxie vom Hubble-Typ SBa im Sternbild Andromeda am  Nordsternhimmel. Sie ist schätzungsweise 262 Millionen Lichtjahre von der Milchstraße entfernt und hat einen Durchmesser von etwa 105.000 Lj.
Im selben Himmelsareal befindet sich u. a. die Galaxie NGC 7426.
Das Objekt wurde am 9. Oktober 1876 von dem Astronomen Édouard Stephan entdeckt.